# .hack//Outbreak
.hack//Outbreak (.hack//侵食汚染Vol.3 lit. .hack//Erosion Pollution Vol.3) er den tredje del af en serie på fire PlayStation 2 spil baseret på .hack universet. Spillet simulere et MMORPG med titlen The World, og gør dette uden at spilleren nogensinde behøver at gå online. Spillet er del af en serie historie, med hver af de fire spil langsomt udgivet henover en periode på lidt over et år. .hack//Outbreak's historie startede i .hack//Infection, efterfuldt af .hack//Mutation, og forsætter i .hack//Quarantine.
Med hver af spillene var der originalt en medfølgende DVD med en episode fra .hack//Liminality OVA-serien. De fire episoder foregår i den virkelige verden i modsætning til det fiktive MMORPG, The World, i hvilke spillet finder sted. Begivenhederne i Liminality foregår samtidig med spillenes.

## Gameplay
Fuld Beskrivelse: .hack//Games - Gameplay
Spillene selv indholder en linær historie som konkluderes i hver episode med at spilleren modtage en Data Flag. Når Data Flagen er modtaget kan man konvertere filen til næste episode, hvilket tillader spilleren at starte hvert episode med alle de items og levels de måtte have fra deres originale fil. Man kan dog godt starte spillet uden at have spillet episoderne der udkom tidligere i serien.
Når spillet først startes befinder spilleren sig på et fiktivt skrivebord, komplet med ikoner der hedder "The World", "Mailer", "News", "Accessory", "Audio", og "Data" arrangeret lodret i venstre side af skærmen.
- The World – sender spilleren in i selve spillet.
- Mailer – Fører spilleren til sin e-mail inboks hvor forskellige personligheder man møder gennem spillet vil skrive til en – nogle gange med simple, humoristiske velkomster, og andre gange med tips og hints som fører historien mod sit næste mål.
- News –  Åbner en browser, som viser nyheder fra den virkelige verden, altså den verden hvor spillet finder sted i.
- Accessory – Giver mulighed for at ændre skrivebordets wallpaper.
- Audio – Giver mulighed for at ændre skrivebordets baggrundsmusik, eller se in-game filmene fra spillet.
- Data – Tillader spilleren at gemme sine spil data.

Både Audio og Accessory er meget begrænsede i starten, men som man spiller kan man låse op for flere muligheder ved at udføre specielle opgaver.

## Historie
Andre Dele Af Historien: .hack//Infection | .hack//Mutation | .hack//Quarantine
Efter at have bekæmpet Magus vender Kite og BlackRose tilbage til Root Town i håb om at alting er blevet bedre. Men deres håb bliver dog knust. Situationen havde været slem siden Kite havde bekæmpet den første Phase, Skeith, og blev forværret for hver Phase han overvandt. På dette tidspunkt var server problemerne blevet forværrede, og spil-data blev langsomt ødelagt af virus. For at gøre det kort; The World var begyndt at falde fra hinanden. Men problemerne spredte sig dog på mystisk vis også ud over spillets grænser, og ind i den virkelige verden.
Da det går op for Kite at han har del i skylden for The Worlds ødelæggelse bliver han fortvivlet, og aner ikke hvad han skal gøre. Men med hjælp fra BlackRose indser han at han ikke er den eneste der prøver at gøre noget for at finde årsagen til dette kaos, og at det eneste de kan gøre nu er, at gøre hvad de tror er det rigtige at gøre.
Efter at have hjulpet Balmung med at bekæmpe et Data Bug monster der næsten havde dræbt ham, indser Balmung at hans had til Kite i virkeligheden var et had til the Twilight Bracelet. Han indser dog også at Kite ikke er ond af sind og, at han derfor ikke bør hade Twilight Bracelet eller Kite. Da han og Kite deler samme mål, bestemmer han sig for at være med på hans hold og hjælpe så godt han kan.
Wiseman kontakter endnu engang Kite, denne gang med en teori angående the Cursed Wave's sammenhæng med de  8 Phases. Han mener, at de bliver nødt til at bekæmpe de sidste fem Phases, og samtidig tilintetgøre Cubia, The Hidden One, for at kunne stoppe virus fra at sprede sig yderligere.
Med hjælp fra Helba, opsøger de den fjerde Phase, Fidchell, i et forsøg på at udføre en plan de har sammensat. Den går ud på at opspore Fidchell, og derefter prøve at spærre den inde i området den befinder sig i, sådan at dens data ikke vil skade resten af spillet når den bliver destrueret. Planen mislykkes dog, da det viser sig at det ikke er nok kun at indespærre de enkelte dele. Kite fik dog bekæmpet Fidchell, og fik samtidig det andet fragment af Auras spredte data.
På dette tidspunkt er Lios, en systemadministrator, blevet desperat for at finde den hurtigst mulige løsning på problemet. Og i hans øjne er dette at lukke for, og ødelægge serverne.
Efter at have fuldt instrukser fra en e-mail fra Aura, om at mødes i en Root Town, hører han hendes stemme der leder ham til en dungeon. Her mødes Kite, BlackRose, Balmung og Lios endnu engang med Aura. Hun bliver genforenet med sit andet fragment, men før hun kan nå at sige noget angriber Cubia igen, og denne gang større og stærkere. Ikke desto mindre lykkes det dem at slå Cubia endnu engang.
Kite og BlackRose vender tilbage til Root Town igen, og bliver enige i at de bliver nødt til at prøve at få Lios til at samarbejde med dem, og Helba. Lykkes for dem, efter Kite består en test Lios sender ham ud på, og mod Lios' vilje acceptere han at han bliver nødt til at samarbejde med dem, hvis de skal kunne gøre en forskel.
Endnu engang samler Wiseman dem alle sammen i Net Slum for at fortælle om den endelige plan ved navn "Operation BREAKWATER". Hans teori går på, at de otte Phases de kæmper imod, symboliserer de otte Phases der udgør the "Cursed Waves" i det episke digt, Epitaph of Twilight. Han mener at den eneste måde at sejre på, er ved at opspore the "Cursed Waves", og sætte den i karantæne. De opspore den femte Phase, Magus, sætter den i karantæne, og går derefter i kamp med den. Efter en lang og hård kamp, lykkes det dem at bekæmpe Magus. Og for første gang er der ingen synlige forværringer sket på serverne. Der bliver dog kun kort tid til at nyde sejre, da Helba meddeler at de har opsporet "Cursed Wave", og at den bevæger sig, formentlig i et forsøg på at gøre modstand.

## Nye Figurer
Andre Figurer: .hack//Infection | .hack//Mutation | .hack//Quarantine

### Spiller Kontrolleret
Terajima Ryoko (寺島良子)
Stemme af: Kaori Nazuka (Japansk), Julie Maddalena (Engelsk)

### AI'er
Fidchell (フィドヘル)
Stemme Ukendt
Gorre (ゴレ)
Stemme Ukendt